# Henrik II. Goriški
Henrik I. Goriški († 10./11. oktober 1148/1149) je bil goriški grof.

## Življenje
Njegova starša sta bila Majnhard I. Goriški in Elizabeta (Eliza) Schwarzenburška, hči grofa Bota Schwarzenburškega (Bavarska) in njegove žene Petrise. Henrik I. se prvič pojavi leta 1139 skupaj s svojim očetom Majnhardom I. v dokumentu oglejskega patriarha Pilgrima. Po očetovi smrti okrog leta 1142 je prevzel oblast skupaj z bratom grofom Engelbertom II. . Henrik je bil nazadnje omenjen v listini leta 1147 kot odvetnik Ogleja. Henrik je bil verjetno neporočen, saj ni dokazov o njegovi ženi ali otrocih. V Ramuscellski pogodbi med njegovim bratom Engelbertom II. Goriškim in oglejskim patriarhom z dne 21. aprila 1150 je omenjen kot pokojni. Henrik je umrl leta 1148/1149, po knjigah mrtvih iz Ogleja 10./11. oktobra. Za njim je sam vladal njegov brat, goriški grof Engelbert II.